# Maurice David (résistant)
 (mai 2018).
Si vous disposez d'ouvrages ou d'articles de référence ou si vous connaissez des sites web de qualité traitant du thème abordé ici, merci de compléter l'article en donnant les références utiles à sa vérifiabilité et en les liant à la section « Notes et références ».
Pour les articles homonymes, voir David et Maurice David (homonymie).

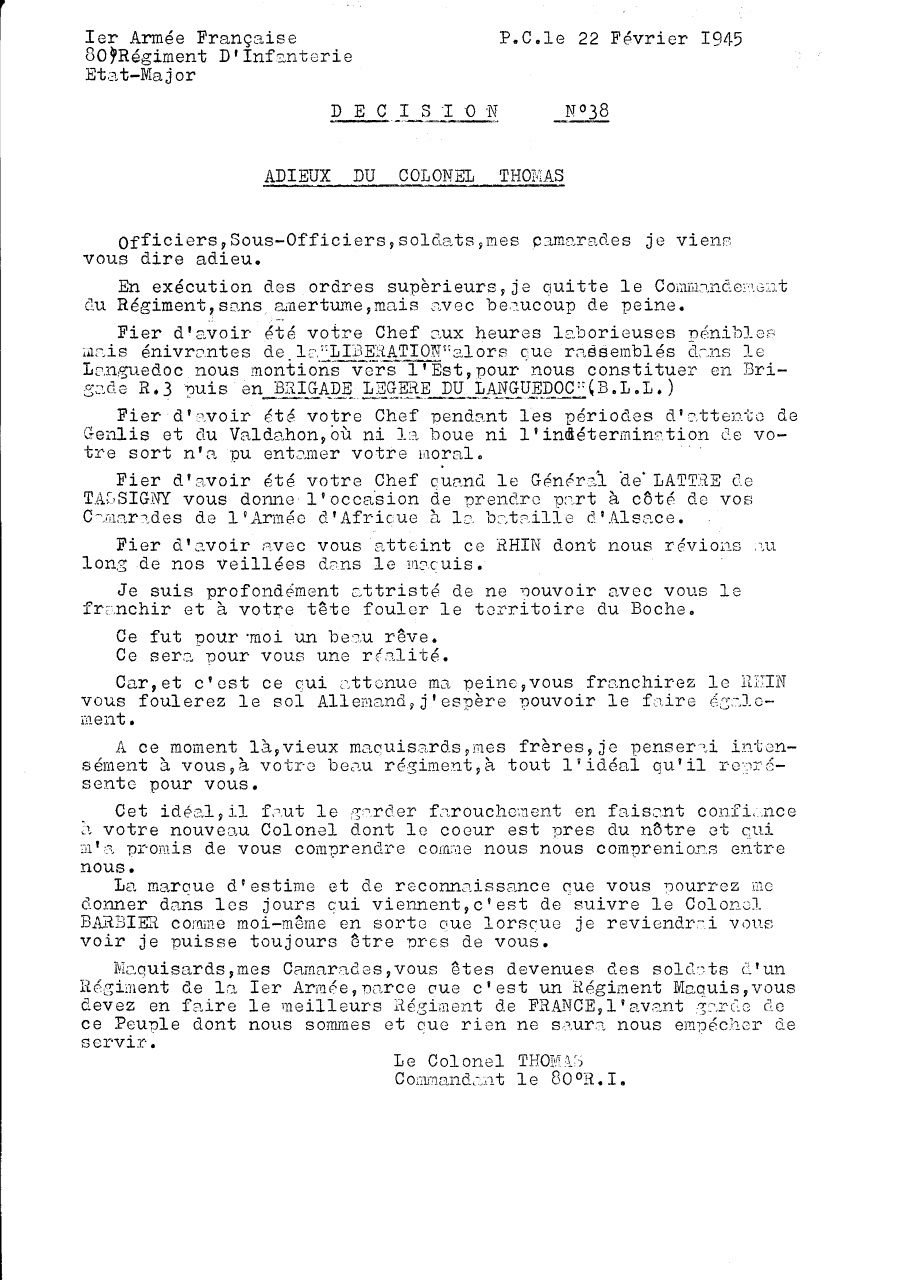
Adieux du Colonel Thomas au 80ème R.I. le 22 février 1945

Maurice David, né le 5 septembre 1901 à Marseille et mort le 28 janvier 1985 à Aix-en-Provence, est un avocat, écrivain, philosophe, résistant et rugbyman français.

## Biographie
Maurice David est né dans une grande famille de la bourgeoisie marseillaise. Son père Georges David (1863-1944) est avocat, bâtonnier du Barreau de Marseille et Président du Consistoire. Il lui inculque dès son enfance, la nécessité de reprendre l’Alsace et la Lorraine, dont la famille est originaire.
Il sera un fervent admirateur de Jeanne d'Arc. Il lui consacrera un essai paru en 1943, en Suisse sous le titre de Traité de l’Étonnement. Il utilisera pour cet ouvrage le pseudonyme de Thomas Pugey, nom anagramme en hommage à Charles Péguy et prénom en référence à Saint Thomas.
Il s’est converti au catholicisme en 1939, son parrain est le Révérend Père Bruckberger, père dominicain, connu par ses activités de résistant et d’écrivain.

### La philosophie et la littérature
Maurice David est passionné de philosophie, mais son père entend qu’il devienne lui aussi avocat auprès de lui. Après accord avec son père, il part à Paris faire à la fois des études de philosophie mais aussi des études de droit.
A Paris, il rencontre Georges Rosenthal, Pierre Villoteau, Georges Duvau, étudiants en philosophie en Sorbonne, Jean Albert-Weil, étudiant en médecine et Mathias Lübeck qui est en classe de philosophie au Lycée Carnot. « Les Cinq » ont créé L'Œuf dur, revue littéraire d’avant-garde qui sera éditée de mars 1921 à l’été 1924, sur 16 numéros, et sise au 15 Rue d'Édimbourg. Maurice David les rejoint dès le numéro 2, en avril 1921. Il en est un auteur de prose et de poésie particulièrement actif, écrivant sous son nom ou sous celui de Jean-Pierre Lafarge (ou Lafargue !), les collaborateurs manquent parfois. Le principe de la revue est aussi de démarcher des écrivains déjà connus ou en passe de l’être. Sont ainsi contributeurs de textes, Jean Cocteau, Raymond Radiguet, Max Jacob, André Salmon, Francis Gérard, Henry de Montherlant, Paul  Morand, Francis Carco, Pierre Drieu La Rochelle, Blaise Cendras, Maurice Martin du Gard, François Mauriac, Philippe Soupault, Joseph Deteil, Louis Aragon, Pierre Mac Orlan, Pierre Naville, Pierre Reverdy, Valery Larbaud…
Maurice David devient ainsi proche de son ainé Paul Morand, qui le considère alors comme son fils spirituel[réf. nécessaire].
Revenu sur Marseille, fidèle à son père, Maurice David devient avocat, mais sera, aux côtés de Gaston Berger (le père du chorégraphe Maurice Béjart) un des créateurs de la Société de philosophie du Sud-Est en 1926.

### La résistance
Membre de Liberté-Combat puis de l’Armée Secrète, après avoir assumé différentes tâches dans les Bouches-du-Rhône et dans le Var,  Maurice David passe dans la clandestinité en janvier 1943. Fin février 1944, Maurice David dit « Thomas » ou « Mathias » devient adjoint du colonel Georges Rebattet dit « Cheval » responsable des maquis des Mouvements unis de la Résistance (MUR). Officier d’état-major au Mont Mouchet, il est chargé de la liaison avec les maquis de Lozère et du Gard-Cévennes. Il ne fut pas partisan de ce regroupement de maquis qui se termina dramatiquement. Après les combats du Mont Mouchet et du Réduit de la Truyère, il poursuit le combat en Lozère, comme adjoint du colonel Émile Peytavin. Il dirige, sous le nom de « Commandant Thomas » les Forces Françaises de l'Intérieur (FFI) de Haute Lozère, qu’il organise en deux groupes. L’un est de 600 à 800 hommes en Margeride, l’autre  d’environ 300 hommes en Aubrac.
De multiples actions sont menées (barrages routiers, embuscades, sabotages, attaque de train, exécution de SS, combats…) qui conduiront à la libération de Mende puis à celle de Montpellier. En octobre 1944, Maurice David devenu lieutenant-colonel est à la tête de la Brigade Légère du Languedoc (BLL) qui intègre la 1re armée française. Le 13 novembre 1944, la BLL est au camp du Valdahon (Doubs), visitée par le général de Gaulle et par Winston Churchill accompagné de sa fille Mary, laquelle accepte de devenir la marraine du régiment. Le 8 janvier 1945 la  BLL devient le 80e RI, renouant avec un passé militaire, sous les ordres du colonel Thomas qui en cède le commandement le 22 février 1945.
Maurice David rejoint pour la fin de la guerre et le début de l’occupation en Allemagne, l’état-major du général de Lattre de Tassigny, avec une mission bien particulière d’empêcher la constitution d’une résistance nazie. Il ne sera démobilisé qu’en 1946.
Peu de temps après, en 1948, le général de Lattre de Tassigny viendra en personne le décorer de la Légion d'Honneur sur la place de la Rotonde à Aix-en-Provence, en présence d’un détachement militaire. Il lui fait cette dédicace : « Au colonel Thomas, vice-président national de Rhin et Danube. En fidèle souvenir du 80e RI et de tous les FFI et FTP de la 1re Armée Française et en témoignage d’affectueux sentiments d’un ancien chef, devenu un ami ».
Maurice David est chevalier de la Légion d’Honneur, titulaire de la Croix de guerre avec palme et étoile de bronze, de la carte de Combattant volontaire de la Résistance et de la médaille de la Résistance.
Le 2 septembre 1990, Mende a donné à une rue de la cité le nom de Colonel Thomas.
Selon Henri Cordesse dans son Histoire de la Résistance en Lozère : « Maître David dit « Commandant Thomas », avocat de profession, catholique fervent, est courageux et réfléchi, son autorité relève surtout des sentiments de confiance et de camaraderie qu’il s’emploie à développer, parfois avec ostentation, mais qui soude autour de lui hommes et officiers, sans considération de hiérarchie ».

### L’avocat
Maurice David commence sa carrière d’avocat auprès de son père Georges David, bâtonnier du Barreau de Marseille. Le cabinet est notamment spécialisé en droit maritime, tourné vers l’activité portuaire de Marseille.
Pendant la guerre, le cabinet est fermé, la profession d’avocat étant interdite aux israélites par les lois racistes de Vichy.
A son retour en 1946, Maurice David doit se réinstaller comme avocat. Il le fait à Aix-en-Provence, où siège la Cour d’Appel. Il peut y reprendre auprès de cette juridiction une partie de ses clients armateurs. Son cabinet est situé à proximité du Tribunal d’Aix, au 25 rue Portalis.
Avocat, il défend aussi bien les indépendantistes vietnamiens, ce qui lui fera perdre sa clientèle « maritime », que plus tard les militants d’autres bords politiques.
Il exercera sa profession jusqu’au début des années 1980.

### Le rugby
L’autre grande passion de Maurice David est le rugby. Il avait commencé à jouer au rugby… à l’OM (qui avait avant-guerre une section à XV). Il dirige pendant des années la section rugby de l’Aix-Université-Club ; et au moment où l’Association Sportive Aixoise, dont la section football est professionnelle, ferme sa propre section de rugby amateur, apparaît l’opportunité de créer enfin un grand club de rugby réunissant tous les pratiquants et dirigeants aixois.
Maurice David est un des fondateurs de l’Aix Rugby Club en 1970. Il en est élu naturellement le premier Président, fonction qu’il exercera jusqu’en 1973. Il est aussi un des dirigeants du Comité de Provence de la Fédération Française de Rugby (FFR). Le nouveau club aixois joue en noir, seule possibilité de teinter les maillots issus des sections rugby de l’AUC : jaune et noir et de l’ASA, rouge et jaune qui sont les 2 couleurs de la Ville d’Aix-en-Provence. Le club évolue en Division d’Honneur, et apparaît vite comme un club formateur de jeunes, avec des performances notables en cadets et juniors. En 2001, l’Aix Rugby Club deviendra Pays d’Aix Rugby Club, plus régional, plus structuré, doté de plus de moyens, accédant au professionnalisme en Pro D2. En 2015 devenu Provence Rugby le club évolue en Fédérale 1. Depuis la saison 2019, le club évolue en Pro D2.
Le nom de Maurice David a été donné au stade du Jas de Bouffan destiné au rugby. Stade Maurice-David 20, avenue Marcel Pagnol - 13090 Aix-en-Provence.

## Œuvres

### L'Œuf dur
- Sonnet, L'Œuf dur no 2 (poésie)
- Sonnets, L'Œuf dur no 3 (poésie)
- Sonnets à la Jeune Fille, L'Œuf dur no 3 (poésie)
- Sonnet, 'L'Œuf dur no 5 (poésie)
- Le Cycle de Pierre Ariane sans Barbe-Bleue ; Le Blanc et le Noir (prose), L'Œuf dur' no 6 (prose)
- Voyages Vacances, Voyage de Noces, L'Œuf dur no 7 (prose)
- Side-Car, L'Œuf dur no 9 (prose)
- Portrait de Suzanne, L'Œuf dur no 10 (prose)
- Omphale, L'Œuf dur no 11 (prose)
- Les Pommes d’Or, L'Œuf dur no 12 (prose)
- Une semaine à Nice', L'Œuf dur no 13 (prose)
- Il n’y a pas de mal à ça, L'Œuf dur no 14 (poésie)
- Les Oiseaux du Lac Stymphale, L'Œuf dur no 14 (prose)
- Rome, L'Œuf dur no 15 (prose)

Textes de Maurice David, sous le pseudonyme de Jean-Pierre Lafarge (ou Lafargue)
- Promenade, L'Œuf dur no 2 (prose)
- Dissonances, L'Œuf dur no 3 (prose)
- Plainte en Vers blancs, L'Œuf dur no 5 (poésie), signé Jean-Pierre Lafargue

### Livres
Sous le pseudonyme de Thomas Pugey
- Traité de l’Étonnement, le sens de la passion de Jeanne d’Arc… un mariage mystique de l’espérance et des Français, Les Cahiers du Rhône-Série Blanche-Editions de la Baconnière-Neuchâtel, août 1943 (traité mystique, 59 pages)

Sous le nom de Thomas David
- L’Évènement en question : Poznań, Rapport « K », Magreb, France, éditions de l’épi, 1961 (pamphlet, 112 pages)